# Коктал (Байзацький район)
Кокта́л (каз. Көктал) — село у складі Байзацького району Жамбильської області Казахстану. Адміністративний центр та єдиний населений пункт Коктальського сільського округу.
У радянські часи село називалося Політотділ.
Населення — 3495 осіб (2021; 2520 у 2009, 1878 у 1999, 1625 у 1989).